# Les Cléry
Les Cléry is een voormalige gemeente in het Franse departement Meuse in de toenmalige regio Lotharingen. De gemeente werd in 1973 gevoromd door de fusie van de gemeenten Cléry-le-Grand en Cléry-le-Petit en maakte deel uit van het arrondissement Verdun en van het kanton Dun-sur-Meuse. In 1983 werd de fusie ongedaan gemaakt en werden de voormalige gemeenten weer hersteld.